# Campeonato Uruguayo de Primera División 1997
El Campeonato Uruguayo 1997 fue el 93° torneo de primera división del fútbol uruguayo, correspondiente al año 1997. Contó con la participación de 12 equipos.
El campeón fue el Club Atlético Peñarol luego de vencer al Defensor Sporting Club por un resultado global de 4 tantos contra 0. Consiguiendo así su quinto campeonato consecutivo, su segundo quinquenio de oro.

## Sistema de disputa
Los 12 equipos disputaron dos torneos, el Apertura y el Clausura en ese orden. Los campeones de estos torneos se enfrentarían en la definición del campeonato junto con el ganador de la Tabla Acumulada.

## Resultados

### Torneo Apertura
El tornero apertura comenzó el 1 de marzo y finalizó el 25 de mayo.
| Puesto | Equipo               | Pts. | PJ | PG | PE | PP | GF | GC | Dif. |
| ------ | -------------------- | ---- | -- | -- | -- | -- | -- | -- | ---- |
| 1°     | Nacional             | 25   | 11 | 8  | 1  | 2  | 26 | 11 | +15  |
| 2°     | River Plate          | 22   | 11 | 6  | 4  | 1  | 24 | 14 | +10  |
| 3°     | Peñarol              | 21   | 11 | 6  | 3  | 2  | 22 | 11 | +11  |
| 4°     | Defensor Sporting    | 20   | 11 | 6  | 2  | 3  | 20 | 11 | +9   |
| 5°     | Liverpool            | 19   | 11 | 5  | 4  | 2  | 15 | 13 | +2   |
| 6°     | Rampla Juniors       | 14   | 11 | 4  | 2  | 5  | 12 | 18 | -6   |
| 7°     | Montevideo Wanderers | 13   | 11 | 3  | 4  | 4  | 12 | 13 | -1   |
| 8°     | Huracán Buceo        | 13   | 11 | 4  | 1  | 6  | 15 | 19 | -4   |
| 9°     | Danubio              | 13   | 11 | 4  | 1  | 6  | 10 | 14 | -4   |
| 10°    | Rentistas            | 8    | 11 | 2  | 2  | 7  | 4  | 19 | -15  |
| 11°    | Cerro                | 7    | 11 | 1  | 4  | 6  | 8  | 15 | -7   |
| 12°    | Racing               | 7    | 11 | 1  | 4  | 6  | 8  | 18 | -10  |

## Fixture
| Peñarol           | 1-1 | Rampla Juniors       |
| Nacional          | 2-0 | River Plate          |
| Huracán Buceo     | 2-3 | Liverpool            |
| Rentistas         | 0-1 | Montevideo Wanderers |
| Racing            | 1-1 | Cerro                |
| Defensor Sporting | 4-0 | Danubio              |

| Montevideo Wanderers | 0-2 | Defensor Sporting |
| Nacional             | 3-2 | Rampla Juniors    |
| Danubio              | 0-1 | Rentistas         |
| Racing               | 0-1 | Huracán Buceo     |
| Cerro                | 2-1 | Liverpool         |
| Peñarol              | 2-3 | River Plate       |

| Danubio           | 0-1 | Nacional             |
| Rentistas         | 1-4 | River Plate          |
| Defensor Sporting | 1-0 | Cerro                |
| Liverpool         | 2-1 | Montevideo Wanderers |
| Huracán Buceo     | 1-2 | Rampla Juniors       |
| Peñarol           | 4-0 | Racing               |

| Peñarol           | 3-0 | Rentistas            |
| Nacional          | 5-1 | Huracán Buceo        |
| Defensor Sporting | 1-1 | Liverpool            |
| River Plate       | 3-1 | Danubio              |
| Cerro             | 1-1 | Montevideo Wanderers |
| Racing            | 0-1 | Rampla Juniors       |

| Racing               | 1-1 | River Plate    |
| Montevideo Wanderers | 1-4 | Peñarol        |
| Huracán Buceo        | 1-0 | Cerro          |
| Rentistas            | 0-4 | Defensor       |
| Danubio              | 1-0 | Rampla Juniors |
| Liverpool            | 0-3 | Nacional       |

| Peñarol              | 2-1 | Defensor Sporting |
| Danubio              | 4-1 | Racing            |
| Montevideo Wanderers | 2-0 | Huracán Buceo     |
| River Plate          | 4-0 | Rampla Juniors    |
| Liverpool            | 0-0 | Rentistas         |
| Nacional             | 5-2 | Cerro             |

| Montevideo Wanderers | 0-2 | Nacional    |
| Liverpool            | 1-1 | Peñarol     |
| Defensor Sporting    | 1-2 | River Plate |
| Rampla Juniors       | 2-1 | Cerro       |
| Rentistas            | 1-2 | Racing      |
| Huracán Buceo        | 1-2 | Danubio     |

| Nacional          | 1-1 | Racing               |
| Danubio           | 0-1 | Peñarol              |
| River Plate       | 2-2 | Liverpool            |
| Defensor Sporting | 1-0 | Huracán Buceo        |
| Cerro             | 0-0 | Rentistas            |
| Rampla Juniors    | 0-4 | Montevideo Wanderers |

| Huracán Buceo        | 2-0 | Rentistas      |
| Peñarol              | 2-0 | Nacional       |
| Defensor Sporting    | 2-1 | Racing         |
| Montevideo Wanderers | 1-1 | River Plate    |
| Danubio              | 1-0 | Cerro          |
| Liverpool            | 2-0 | Rampla Juniors |

| Danubio        | 1-1 | Montevideo Wanderers |
| Nacional       | 4-2 | Defensor Sporting    |
| Cerro          | 1-1 | Peñarol              |
| River Plate    | 3-3 | Huracán Buceo        |
| Rampla Juniors | 3-0 | Rentistas            |
| Liverpool      | 2-1 | Racing               |

| Liverpool      | 1-0 | Danubio              |
| Racing         | 0-0 | Montevideo Wanderers |
| Huracán Buceo  | 3-1 | Peñarol              |
| Rampla Juniors | 1-1 | Defensor Sporting    |
| Rentistas      | 1-0 | Nacional             |
| River Plate    | 1-0 | Cerro                |

### Torneo Clausura
El tornero clausura comenzó el 26 de julio y finalizó el 2 de noviembre.
| Puesto | Equipo               | Pts. | PJ | PG | PE | PP | GF | GC | Dif. |
| ------ | -------------------- | ---- | -- | -- | -- | -- | -- | -- | ---- |
| 1°     | Defensor Sporting    | 24   | 11 | 7  | 3  | 1  | 16 | 9  | +5   |
| 2°     | Peñarol              | 23   | 11 | 7  | 2  | 2  | 29 | 15 | +14  |
| 3°     | River Plate          | 19   | 11 | 6  | 1  | 4  | 12 | 11 | +1   |
| 4°     | Liverpool            | 18   | 11 | 4  | 6  | 1  | 15 | 13 | +2   |
| 5°     | Cerro                | 15   | 11 | 4  | 3  | 4  | 16 | 13 | +3   |
| 6°     | Nacional             | 15   | 11 | 4  | 3  | 4  | 20 | 18 | +2   |
| 7°     | Huracán Buceo        | 15   | 11 | 4  | 3  | 4  | 12 | 13 | -1   |
| 8°     | Rentistas            | 14   | 11 | 4  | 2  | 5  | 10 | 18 | -8   |
| 9°     | Montevideo Wanderers | 12   | 11 | 3  | 3  | 5  | 9  | 13 | -4   |
| 10°    | Racing               | 12   | 11 | 3  | 3  | 5  | 14 | 19 | -5   |
| 11°    | Rampla Juniors       | 9    | 11 | 2  | 3  | 6  | 12 | 14 | -2   |
| 12°    | Danubio              | 4    | 11 | 0  | 4  | 7  | 13 | 22 | -9   |

## Fixture
| River Plate       | 3-1 | Nacional             |
| Defensor Sporting | 3-2 | Danubio              |
| Liverpool         | 1-1 | Huracán Buceo        |
| Rentistas         | 2-1 | Montevideo Wanderers |
| Cerro             | 5-1 | Racing               |
| Peñarol           | 0-0 | Rampla Juniors       |

| Rampla Juniors    | 2-2 | Nacional             |
| River Plate       | 0-3 | Peñarol              |
| Rentistas         | 3-2 | Danubio              |
| Huracán Buceo     | 1-1 | Racing               |
| Liverpool         | 3-1 | Cerro                |
| Defensor Sporting | 2-0 | Montevideo Wanderers |

| Racing               | 1-1 | Peñarol           |
| Nacional             | 1-1 | Danubio           |
| Montevideo Wanderers | 1-2 | Liverpool         |
| River Plate          | 1-0 | Rentistas         |
| Rampla Juniors       | 0-1 | Huracán Buceo     |
| Cerro                | 1-1 | Defensor Sporting |

| Peñarol              | 7-1 | Rentistas         |
| Liverpool            | 1-1 | Defensor Sporting |
| Racing               | 2-1 | Rampla Juniors    |
| Montevideo Wanderers | 0-0 | Cerro             |
| Nacional             | 4-1 | Huracán Buceo     |
| Danubio              | 1-1 | River Plate       |

| Peñarol           | 1-1 | Montevideo Wanderers |
| Nacional          | 3-3 | Liverpool            |
| River Plate       | 2-1 | Racing               |
| Rampla Juniors    | 4-2 | Danubio              |
| Cerro             | 3-0 | Huracán Buceo        |
| Defensor Sporting | 1-0 | Rentistas            |

| Rampla Juniors    | 0-1 | River Plate          |
| Defensor Sporting | 3-2 | Peñarol              |
| Rentistas         | 0-0 | Liverpool            |
| Nacional          | 2-0 | Cerro                |
| Huracán Buceo     | 2-0 | Montevideo Wanderers |
| Racing            | 3-2 | Danubio              |

| Peñarol     | 4-0 | Liverpool            |
| Danubio     | 1-3 | Huracán Buceo        |
| Nacional    | 1-2 | Montevideo Wanderers |
| River Plate | 0-1 | Defensor Sporting    |
| Racing      | 3-1 | Rentistas            |
| Cerro       | 2-1 | Rampla Juniors       |

| Nacional             | 2-1 | Racing            |
| Peñarol              | 2-1 | Danubio           |
| Huracán Buceo        | 1-1 | Defensor Sporting |
| Liverpool            | 2-1 | River Plate       |
| Rentistas            | 1-0 | Cerro             |
| Montevideo Wanderers | 1-0 | Rampla Juniors    |

| Peñarol           | 4-3 | Nacional  |
| Defensor Sporting | 1-0 | Racing    |
| River Plate       | 2-1 | Wanderers |
| Huracán Buceo     | 2-0 | Rentistas |
| Rampla Juniors    | 0-0 | Liverpool |
| Cerro             | 0-0 | Danubio   |

| River Plate       | 1-0 | Huracán Buceo        |
| Peñarol           | 4-3 | Cerro                |
| Defensor Sporting | 0-1 | Nacional             |
| Liverpool         | 2-0 | Racing               |
| Danubio           | 0-1 | Montevideo Wanderers |
| Rentistas         | 1-1 | Rampla Juniors       |

| Rentistas         | 1-0 | Nacional             |
| Danubio           | 1-1 | Liverpool            |
| Defensor Sporting | 2-1 | Rampla Juniors       |
| Peñarol           | 1-0 | Huracán Buceo        |
| Cerro             | 1-0 | River Plate          |
| Racing            | 1-1 | Montevideo Wanderers |

### Tabla acumulada
Esta tabla se calcula sumando los puntos obtenidos en los torneos Apertura y Clausura. La posición final de los campeones del Apertura y Clausura, así como el ganador, determina la participación en la definición del campeonato.
| Puesto | Equipo               | Pts. | PJ | PG | PE | PP | GF | GC | Dif. |
| ------ | -------------------- | ---- | -- | -- | -- | -- | -- | -- | ---- |
| 1°     | Peñarol              | 44   | 22 | 13 | 5  | 4  | 51 | 26 | +25  |
| 2°     | Defensor Sporting    | 44   | 22 | 13 | 5  | 4  | 36 | 20 | +16  |
| 3°     | River Plate          | 41   | 22 | 12 | 5  | 5  | 36 | 25 | +11  |
| 4°     | Nacional             | 40   | 22 | 12 | 4  | 6  | 46 | 29 | +17  |
| 5°     | Liverpool            | 37   | 22 | 9  | 10 | 3  | 30 | 26 | +4   |
| 6°     | Huracán Buceo        | 28   | 22 | 8  | 4  | 10 | 27 | 32 | -5   |
| 7°     | Montevideo Wanderers | 25   | 22 | 6  | 7  | 9  | 21 | 26 | -5   |
| 8°     | Rampla Juniors       | 23   | 22 | 6  | 5  | 11 | 24 | 32 | -8   |
| 9°     | Cerro                | 22   | 22 | 5  | 7  | 10 | 24 | 28 | -4   |
| 10°    | Rentistas            | 22   | 22 | 6  | 4  | 12 | 14 | 37 | -23  |
| 11°    | Racing               | 19   | 22 | 4  | 7  | 11 | 22 | 37 | -15  |
| 12°    | Danubio              | 17   | 22 | 4  | 5  | 13 | 23 | 36 | -13  |

|  | Clasificado a la Liguilla Pre-Libertadores y a la final.         |
|  | Clasificado a la Liguilla Pre-Libertadores y a la semifinal.     |
|  | Clasificado a la Liguilla Pre-Libertadores.                      |
|  | Debe jugar la promoción para la permanencia en Primera División. |
|  | Descienden a la Segunda División.                                |

## Definición del campeonato
|  | Semifinal                         | Semifinal |  |  | Final                           | Final | Final |
|  |                                   |           |  |  |                                 |       |       |
|  |                                   |           |  |  |                                 |       |       |
|  | Nacional (Ganador Apertura)       | 2         |  |  |                                 |       |       |
|  | Peñarol (Ganador Tabla Acumulada) | 3         |  |  |                                 |       |       |
|  |                                   |           |  |  |                                 |       |       |
|  |                                   |           |  |  | Peñarol (Ganador Semifinal)     | 1     | 3     |
|  |                                   |           |  |  | Defensor Sp. (Ganador Clausura) | 0     | 0     |
|  |                                   |           |  |  |                                 |       |       |

### Semifinal
| 5 de noviembre de 1997 | Peñarol                                                                  | 3:2 (0:1) | Nacional                               | Estadio Centenario, Montevideo                           |                                                          |
|                        | Marcelo Zalayeta 61' · Luis Alberto Romero 65' · Juan Carlos de Lima 77' |           | Rubén Sosa 38' · José Luis Zalazar 47' | Asistencia: 65.000 espectadores Árbitro(s): Daniel Bello | Asistencia: 65.000 espectadores Árbitro(s): Daniel Bello |

### Finales
| 9 de noviembre de 1997 | Peñarol            | 1:0 (1:0) | Defensor Sporting | Estadio Centenario, Montevideo                               |                                                              |
|                        | Serafín García 37' |           |                   | Asistencia: 50.000 espectadores Árbitro(s): Gustavo Gallesio | Asistencia: 50.000 espectadores Árbitro(s): Gustavo Gallesio |

| 12 de noviembre de 1997 | Peñarol                                                           | 3:0 (1:0) | Defensor Sporting | Estadio Centenario, Montevideo                           |                                                          |
|                         | Pablo Bengoechea 29' · Antonio Pacheco 76' · Marcelo De Souza 85' |           |                   | Asistencia: 55.245 espectadores Árbitro(s): Saúl Feldman | Asistencia: 55.245 espectadores Árbitro(s): Saúl Feldman |

|                                                   |
| Uruguay                                           |
| Campeón Uruguayo 1997 Peñarol 43.er título de AUF |

## Clasificación a torneos continentales
Para determinar que equipos disputarían la Copa Libertadores 1998 se disputó la liguilla pre-libertadores. De la Primera División participaron los seis mejores equipos de la tabla acumulada,  junto al campeón y vicecampeón de la Copa de Clubes del Interior.

### Liguilla Pre-Libertadores

#### Grupo A
| Puesto | Equipo            | Pts | PJ | PG | PE | PP | GF | GC | Dif |
| ------ | ----------------- | --- | -- | -- | -- | -- | -- | -- | --- |
| 1°     | Peñarol           | 9   | 3  | 3  | 0  | 0  | 9  | 2  | 7   |
| 2°     | River Plate       | 4   | 3  | 1  | 1  | 1  | 11 | 5  | 6   |
| 3°     | Defensor Sporting | 4   | 3  | 1  | 1  | 1  | 5  | 3  | 2   |
| 4°     | Río Negro         | 0   | 3  | 0  | 0  | 3  | 1  | 16 | -15 |

|  | Clasificados a semifinales. |

#### Grupo B
| Puesto | Equipo         | Pts | PJ | PG | PE | PP | GF | GC | Dif |
| ------ | -------------- | --- | -- | -- | -- | -- | -- | -- | --- |
| 1°     | Nacional       | 9   | 3  | 3  | 0  | 0  | 10 | 1  | 9   |
| 2°     | Huracán Buceo  | 6   | 3  | 2  | 0  | 1  | 7  | 5  | 2   |
| 3°     | Liverpool      | 3   | 3  | 1  | 0  | 2  | 4  | 6  | -2  |
| 4°     | Punta del Este | 0   | 3  | 0  | 0  | 3  | 2  | 11 | -9  |

|  | Clasificados a semifinales. |

#### Semifinales
| 1 de diciembre de 1997 | Huracán Buceo | 0:1 (0:1) | Peñarol      | Estadio Centenario, Montevideo |                          |
|                        |               |           | Zalayeta 42' | Árbitro(s): Saúl Feldman       | Árbitro(s): Saúl Feldman |

| 2 de diciembre de 1997             | River Plate                                                            | 1:1 (1:0) (2:4 p.)         | Nacional                                                                                    | Estadio Centenario, Montevideo                            |                                                           |
|                                    | Gaglianone 25'                                                         |                            | Jorge Delgado 90+3'                                                                         | Asistencia: 6.000 espectadores Árbitro(s): Gustavo Méndez | Asistencia: 6.000 espectadores Árbitro(s): Gustavo Méndez |
|                                    |                                                                        | Tiros desde el punto penal |                                                                                             |                                                           |                                                           |
|                                    | Rubén Alzueta · Pablo Gaglianone · Gustavo Díaz · Hernán Rodrigo López |                            | Juan Ramón Carrasco · José Luis Zalazar · Mario Barilko · Washington Rodríguez · Ruben Sosa |                                                           |                                                           |
| Nacional ganó 4 a 2 en los penales |                                                                        |                            |                                                                                             |                                                           |                                                           |

#### Final
| 5 de diciembre de 1997 | Peñarol                       | 3:1 (2:1) | Nacional | Estadio Centenario, Montevideo                           |                                                          |
|                        | Zalayeta 2', 83' · Romero 32' |           | Sosa 42' | Asistencia: 36.000 espectadores Árbitro(s): Jorge Nieves | Asistencia: 36.000 espectadores Árbitro(s): Jorge Nieves |

| Uruguay                                    |
| Campeón Liguilla 1997 Peñarol 11.mo título |

### Equipos clasificados

#### Copa Libertadores 1998
|   | Equipo   | Clasificación como       |
| - | -------- | ------------------------ |
| 1 | Peñarol  | Campeón Liguilla 1997    |
| 2 | Nacional | Subcampeón Liguilla 1997 |

#### Copa Conmebol 1998
|   | Equipo        | Clasificación como          |
| - | ------------- | --------------------------- |
| 1 | Huracán Buceo | Semifinalista Liguilla 1997 |
| 2 | River Plate   | Semifinalista Liguilla 1997 |

#### Copa Mercosur 1998
|   | Equipo   | Clasificación como      |
| - | -------- | ----------------------- |
| 1 | Nacional | En calidad de invitados |
| 2 | Peñarol  | En calidad de invitados |

## Descenso

### Promoción
| 7 de diciembre de 1997 | Progreso             | 2:2     | Rentistas                           | Centenario, Montevideo                                     |                                                            |
|                        | Alejandro Chilindrón | Reporte | Marcelo González · Gustavo Da Silva | Asistencia: 5.000 espectadores Árbitro(s): Jorge Larrionda | Asistencia: 5.000 espectadores Árbitro(s): Jorge Larrionda |

| 10 de diciembre de 1997 | Rentistas                                          | 3:1     | Progreso        | Estadio Centenario, Montevideo                            |                                                           |
|                         | Pedro Pedrucci · Marcelo Suárez · Víctor Centurión | Reporte | Fabián Canobbio | Asistencia: 4.000 espectadores Árbitro(s): Gustavo Méndez | Asistencia: 4.000 espectadores Árbitro(s): Gustavo Méndez |

### Equipos descendidos
|   | Equipo | Clasificación                 |
| - | ------ | ----------------------------- |
| 1 | Cerro  | Penúltima ubicación 1995-1997 |
| 2 | Racing | Última ubicación 1995-1997    |